# Museu Nacional da Somalilândia
O Museu Nacional da Somalilândia (somali:  Madxafka Qaranka Somaliland, em árabe: المتحف الوطني صوماليلاندي) será um museu nacional em Hargeisa, na capital da Somalilândia.

## Galeria

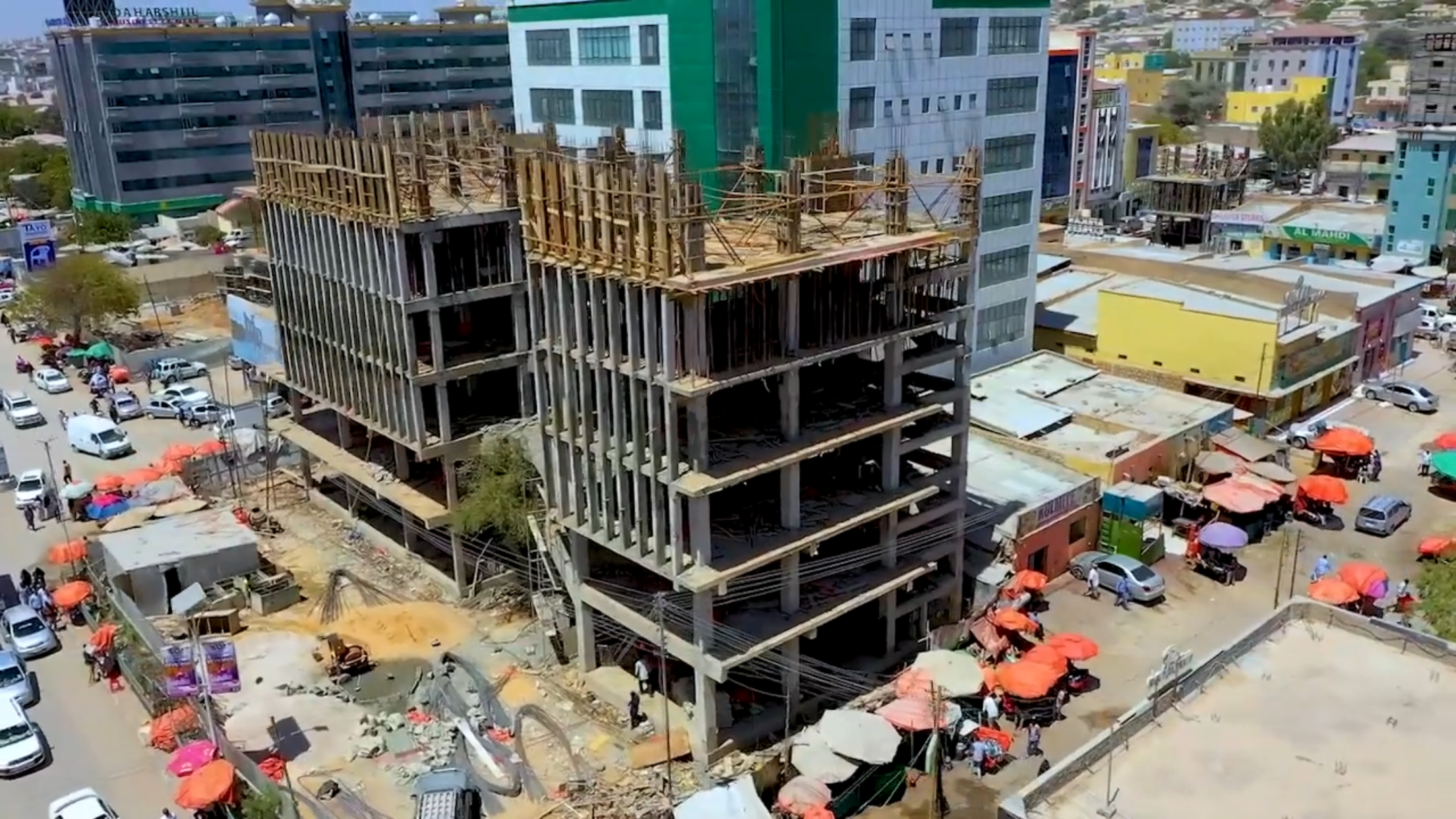
Obras em 2021.
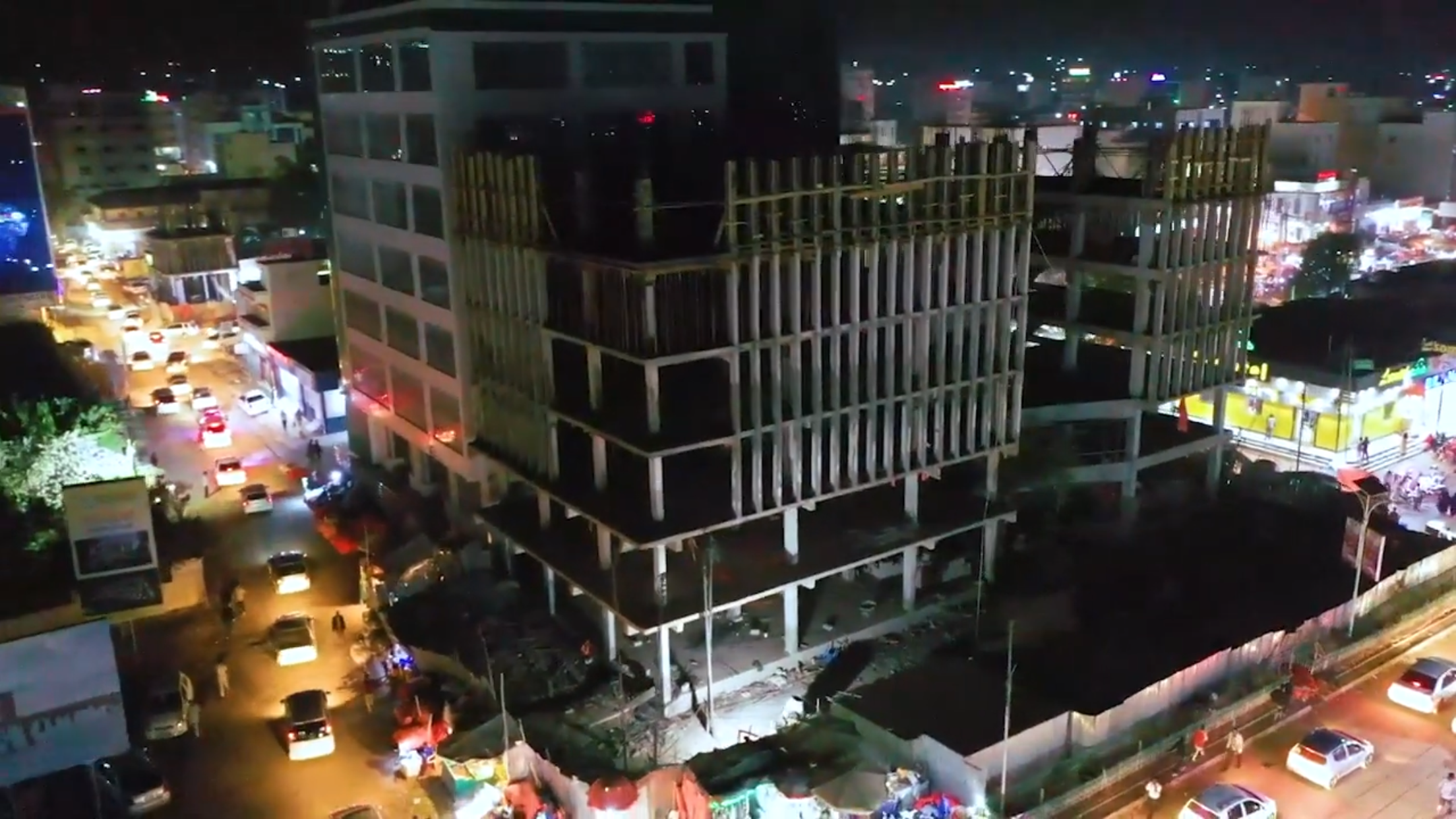
Obras à noite em 2021.